# Хвильове діяння

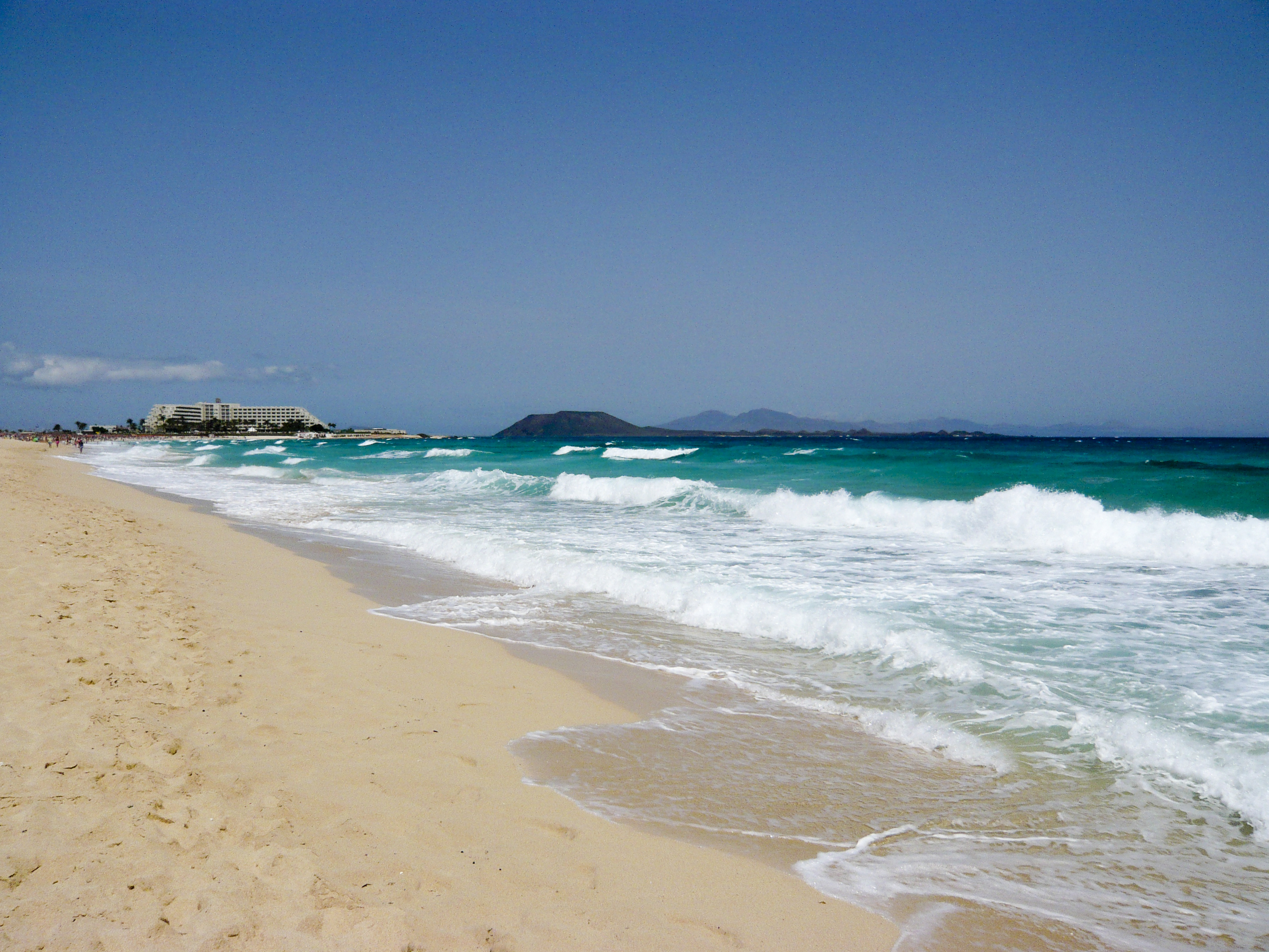
Хвилі.

Хвильове діяння (рос. волновое воздействие; англ. wave influence, wave action; нім. Welleneinwirken n, Wellenwirkung f) – взаємодія морських хвиль з плавзасобами, буровими устаткованнями та іншим подібним обладнанням, а також морськими берегами, підводними гірничими виробками дном. 
Хвильове діяння – важливий фактор, який виявляє значний вплив на проведення розвідувальних і гірничих робіт, тому що спричиняє хитання і пошкодження бурових устатковань, морських драг, земснарядів, плавучих збагачувальних фабрик і придонних механізмів; призводить до заповнення підводних гірничих виробок наносами, розмиває донні відвали і вибої; руйнує причали, набережні, моли і інші штучні споруди, формує рельєф берегів, виявляє несприятливий фізіологічний вплив на обслуговчий персонал.
Для зменшення Х.д. будують хвилеломи і хвилерізи, застосовують пасивні і активні заспокоювачі і компенсатори хитання плавзасобів, пристрої динамічного позиціонування і баластування, амортизуючі підвіски; використовують гнучкий (шланговий, кабельний, канатний) зв’язок між видобувним устаткованням і забезпечуючим плавзасобом; технологічне обладнання розміщують вище рівня Х.д. на самохідних придонних шасі (гусеничного, колісного, крокуючого і стаціонарного типів) або підводні гірничі виробки захищають встановленням підводних хвилерізів (напр., пневматичних), дамб і т.п.; бурові платформи закріплюють на дні водоймища.
Оцінку Х.д. проводять за спеціальною шкалою, яка поєднує хвилювання в балах і висоту хвилі в метрах, а також у МПа. У районах морів Далекого Сходу найбільшу небезпеку являють собою цунамі і урагани, Х.д. яких можуть мати катастрофічні наслідки. З метою попередження Х.д. встановлено обмеження для роботи обладнання і плавзасобів за певної сили Х.д. 